# Jardín botánico Nambo Paradise
El Jardín botánico Nambo Paradise (en japonés: 南房パラダイス, Nanbō Paradaisu), es un jardín botánico de 6.6 hectáreas (16.3 acres), ubicado en Tateyama, prefectura de Chiba, Japón. 
Depende administrativamente del gobierno de la Prefectura de Chiba. 

## Localización
Nanbō Paradaisu Tateyama Fujiwara 1495, Tateyama-shi, Chiba-ken 260-8682, Japón.
Planos y vistas satelitales.34°56′23.68″N 139°49′17.64″E / 34.9399111, 139.8215667
Se encuentra abierto al público. Se paga una tarifa de entrada.

## Historia
El jardín botánico nació como una empresa asociada con el área de descanso (Michi no eki Nambō) en una de las salidas de la Autovía 257 de la Prefectura de Chiba, apodada como la “Ruta de la Flor”.。

Empezó su andadura como empresa privada pero por la crisis de la burbuja económica de la década del 2000, hizo suspensión de pagos y se hizo cargo de su administración el gobierno de la Prefectura de Chiba. 
El complejo que administra consiste en un campo de golf, un parque para el esparcimiento de las familias, además del jardín botánico.

## Colecciones
En el recinto del jardín botánico se encuentran:
- Complejo de varios invernaderos, que nos muestran plantas tropicales, colecciones de mariposas y pájaros. Una casa de orquídeas de Singapur y una estatua de un Merlion reflejan sus relaciones con el Jardín Botánico de Singapur.
- Torre de observación
- Zoológico de animales domésticos
- Charcas con colecciones de plantas acuáticas.